# 5 км (зупинний пункт, Львівська залізниця)
5 кіломе́тр — залізничний пасажирський зупинний пункт Львівської дирекції залізничних перевезень Львівської залізниці.
Розташований у селі Кам'янобрід Яворівського району Львівської області на лінії Затока — Яворів між станціями Затока (4,2 км) та Янтарна (10 км).
Станом на липень 2025 року щодня одна пара електропоїзда прямують за напрямком Львів — Шкло-Старжиська — Львів.